# Moscow Racer
Moscow Racer — гоночная игра c элементами симулятора, сутью которой являются гонки на спортивных машинах по 3D-улицам Москвы. Игра разработана московской студией IRS для Windows и поступила в продажу в апреле 2009 года. Издатель — компания Акелла.
Перед выпуском Moscow Racer получил ряд наград, однако итоговая версия, вышедшая на год позже запланированного, имела низкие оценки критиков.
Moscow Racer входил в первую десятку рейтингов продаж сетей «Союз», «Настроение», «Хит-зона» и в первую десятку продаж издательской компании «Акелла» пять месяцев 2009 года — с апреля по август.

## История

Первый анонс игры состоялся в октябре 2007 года. Тогда же был выпущен первый видеоролик, демонстрирующий игровой процесс Moscow Racer.
Изначально было объявлено, что выход игры состоится в 1-м квартале 2008 года, однако позже сроки были перенесены на 3-й квартал 2008, а в итоге игра вышла в апреле 2009 года.
Одной из особенностей заявлялось то, что игра разрабатывается «альянсом российских разработчиков, энтузиастов автоспорта и стрит-рейсинга, объединившихся в студию IRS Games (Incredible Racing Simulations)». В число партнёров вошла компания GT Department, специализирующаяся на поставках тюнинг-аксессуаров и на проведении выставок тюнинговых автомобилей, в частности JapFest. Логотипы GT Department стоят на обложке дисков Moscow Racer.
Первая версия игры была разработана студией IRS без издателя. О подписании контракта с издательской компанией Акелла было объявлено через три месяца после первого показа Moscow Racer, в декабре 2007 года.
В 2007—2008 годах Moscow Racer многократно показывался на различных выставках, получив ряд наград:
- «Лучший дебют года 2008» Конференции разработчиков игр;
- «Прорыв года» (фестиваль автомобильного тюнинга и клубной музыки «Арена-драйв-2008»), где проект Moscow Racer демонстрировался на совместном стенде с компаниями GT Department, ATI, PowerColor, Defender и Samsung[18].

Выставки и мероприятия, на которых публично показывался Moscow Racer перед выходом, где посетители могли играть в пробную версию, включали: «Конференцию разработчиков игр — 2008», автошоу «Tuning Days», выставку «Super Car&Bike Show 2008», «Праздники журнала Upgrade в ТЦ „Горбушкин Двор“» (май и декабрь 2008), фестиваль «Арена-драйв-2008» (июнь 2008), автошоу «АвтоЭкзотика — 2008» (июль 2008), Московский международный автосалон (август 2008)

### Международные показы и публикации
Анонс «Moscow Racer» вызвал невысокий интерес в зарубежных СМИ, который, прежде всего, свелся к интересу к месту действия — улицам Москвы:

Два самых показательных элемента гоночной игры — достоверность, в смысле передачи ощущений, и место действия, уникальное и интересное… В Moscow Racer есть и то, и другое. <…> Надеемся, мы действительно сможем ощутить, какого это — вдавить педаль газа Ford Mustang прямо на улицах Москвы.
Оригинальный текст (англ.)There are two things that really show up for a street racing game: credibility, in terms of having the verisimilitude of the racing, as well as the setting, have a unique and interesting setting that sets you firmly into position as to where and why you're racing. Moscow Racer does this on both counts... <…>  hopefully we'll get a chance to really sit down and see how it feels to put the pedal to the metal in a Ford Mustang on Moscow city streets.

Moscow Racer ещё находится в ранней стадии разработки, но интригующее место действия должно стать интересным вариантом для игроков на PC, выбор гонок у которых сегодня невелик"
Оригинальный текст (англ.)Moscow Racer is still very early on, but its intriguing locale should offer an interesting change of pace for PC game players, who don't have a lot of racing games to choose from these days, anyway.

«Moscow Racer» был показан на ряде международных выставок электронных развлечений — компания «Акелла» демнстрировала тестовую версию игры на E3 2008 в Лос-Анджелесе (США) и Games Convention 2008 в Лейпциге.
Анонсы «Moscow Racer» публиковались на сайтах IGN.com, BlastMagazine.com, NeoSeeker.com и др.

## Критика
Рецензируя финальную версию игры, многие специализированные журналы и сайты присудили Moscow Racer низкие или средние оценки:
- AG.ru — рейтинг редакции 35 %, рейтинг игроков 32 %[3];
- BestGamer.ru — рейтинг редакции 5,5 из 10; рейтинг игроков 7,3 из 10[5];
- GameGuru.ru.ru — рейтинг редакции 49 %[4].

В числе недостатков были отмечены: «дёрганая реакция на подруливание и срывы в занос на прямой», «Уже ко второму по счёту чемпионату… ты начинаешь тихо ненавидеть обильно увешанные рекламой пять с половиной треков, что представлены в Moscow Racer, а к четвёртому — саму игру», в игре «дозволено кататься только по заранее подготовленным трассам с парочкой объездов. От такой мнимой „свободы“ хочется не только выть… Милиция присутствует в качестве молчаливой декорации, никаких правоохранительных функций она не несёт».
В числе достоинств были отмечены:

… сразу заметны мелочи, на которые разработчики низкопробных поделок никогда в жизни не обратят внимания: запись повторов, объемная турнирная таблица, исторические справки о районах и небольшие советы по прохождению трассы.

[Графический движок] V12 Racing Games Engine неплохо проявил себя: … приятно сделаны отражения на кузовах и в „наклеенных“ окнах домов, удались этапы в вечернее время суток — освещенный заходящим солнцем Крымский мост или кремлёвская стена привлекают взгляд и на большой скорости, когда картинка смазывается»; «Детализация окружения, автомобилей, даже проезжающего мимо трафика, на высоте.

... достойная находка — … меню выбора трассы. Оно выполнено в виде достоверных снимков столицы с Google Earth, где отображается предстоящий путь. Меню, расположенное слева, рассказывает игроку о мощности выбранного им автомобиля и даже даёт советы по стилю вождения. Неплохое вступление перед лихим заездом…

## Рейтинги продаж
Несмотря на в целом неоправданные ожидания, Moscow Racer вошёл в десятку продаж крупных торговых сетей:
- сеть магазинов «Союз»": 4-е место по продажам на 20 апреля 2009 г.[6];
- сеть магазинов «Настроение»: 6-е место по продажам на 21 мая 2009 г.[7];
- сеть магазинов «Хит-зона»: 6-е место по продажам на 21 мая 2009 г.[7]

Также на протяжении пяти месяцев Moscow Racer входил в первую десятку продаж компании-издателя «Акелла».

## Развитие серии
Летом 2008 года студия IRS анонсировала проект «Ралли-рейд 2009: Дорога на Дакар». Было заявлено, что это будет «симулятор гонок по африканскому континенту, который создается в поддержку ралли-рейда „Дакар“ и российской команды „Камаз Мастер“ — гордости России и 7-кратного триумфатора легендарного рейда». Развития проект не получил.
В конце 2010 года студия IRS и компания «Акелла» выпустили ещё одну версию игры — «Moscow Racer. „АвтоЛегенды СССР“», посвященную советским автомобилям 1940—1970-х годов. Партнёром издания стал журнал «АвтоЛегенды СССР».
Озвучивались планы по развитию игры в серию, которая будет «всерьёз конкурировать с NFS и Test Drive.